# Liste der Naturdenkmale im Landkreis Harburg
Die Liste der Naturdenkmale im Landkreis Harburg enthält die Naturdenkmale im Landkreis Harburg in Niedersachsen.

## Naturdenkmale
Am 25. November 2019 führt der Landkreis Harburg 24 Naturdenkmale auf seiner Internetpräsenz auf.
| Bild                                    | Bezeichnung | Ort, Lage | Beschreibung | Schutzzweck | Nummer      |
| --------------------------------------- | --- | --- | --- | ----------- | ----------- |
| Fotos hochladen                         | 2 Stieleichen | Stelle Fachenfelde (53° 23′ 36,8″ N, 10° 4′ 31,2″ O) | von den ehemals insgesamt vier Bäumen existieren nur noch drei |             | ND WL 00001 |
| BW                                      | 2 Stieleichen | Stelle Fachenfelde (53° 23′ 36,6″ N, 10° 4′ 27,6″ O) | von den ehemals insgesamt vier Bäumen existieren nur noch drei |             | ND WL 00002 |
| Fotos hochladen                         | Kiefer, genannt „Kronleuchter“                                                                                                | Egestorf Döhle am Südrand des Wilseder Wegs nahe der Kreisgrenze, westlich von Döhle (53° 9′ 51,7″ N, 9° 59′ 58,4″ O)                                                         | |             | ND WL 00003 |
| BW                                      | Wacholder | Hanstedt Nähe Waldbad Hanstedt (53° 14′ 45,8″ N, 9° 59′ 58,4″ O) | nicht mehr vorhanden; Zeitpunkt der Zerstörung unklar |             | ND WL 00004 |
| Fotos hochladen                         | Stieleiche und Rottanne, genannt „Ehepaar“                                                                                    | Hanstedt südlich von Nindorf am Walde, westlich der L 213 am Wegesrand (53° 13′ 44″ N, 10° 1′ 14,9″ O)                                                                        | |             | ND WL 00005 |
| Fotos hochladen                         | Sommerlinde | Buchholz in der Nordheide Bahnhofstraße (53° 19′ 30″ N, 9° 52′ 49,8″ O) | |             | ND WL 00006 |
| mehr Fotos \| Fotos hochladen           | Hünengrab „Klecker Wald“ | Buchholz in der Nordheide (53° 20′ 43,1″ N, 9° 56′ 27,6″ O) | Das Hünengrab, westlich der K 12, besteht aus einem 48 m langen und 6 m breiten Grabhügel aus der Jungsteinzeit sowie noch 76 Umfassungssteinen. |             | ND WL 00007 |
| Fotos hochladen                         | „Kleines Hünengrab ‚Klecker Wald‘“                                                                                            | Buchholz in der Nordheide im Klecker Wald, südlich der K 54 (53° 20′ 3,9″ N, 9° 56′ 18,5″ O)                                                                                  | Hügelgrab |             | ND WL 00008 |
| Fotos hochladen                         | Wanderblock | Egestorf Schätzendorf östlich des Botenbergs in einem kleinen Waldstück; Hanglage, 10 m vom östlichen Waldrand entfernt (53° 12′ 31,1″ N, 10° 3′ 57,1″ O)                     | |             | ND WL 00009 |
| Fotos hochladen                         | Wanderblock | Egestorf Schätzendorf am Botenberg (53° 12′ 30″ N, 10° 3′ 11″ O) | eiszeitlicher Findling aus Sandstein, 30 cm aus dem Boden herausragend. Das Loch in der Oberfläche misst 20 cm im Durchmesser und 25 cm in der Tiefe; Umfang des Steines an der Erdoberfläche: 5,50 m. „Eine kulturhistorische Bedeutung ist nicht bekannt.“ |             | ND WL 00010 |
| mehr Fotos \| Fotos hochladen           | Findling „Karlstein“ | Neu Wulmstorf circa 200 m nördlich der Rosengartenstraße (K 52), südöstlich von Schwiederstorf (53° 24′ 24,9″ N, 9° 49′ 23″ O)                                                | |             | ND WL 00011 |
| Fotos hochladen                         | „Teilstück des Wanderblocks nordischer Herkunft mit eingehauenem Kreuz“                                                       | Rosengarten nordwestlich von Sieversen (53° 24′ 40,7″ N, 9° 52′ 12,2″ O) | |             | ND WL 00012 |
| Fotos hochladen                         | „Teilstück des Wanderblocks nordischer Herkunft mit eingehauenem Kreuz und Wappen der Herren von Heimbruch“                   | Rosengarten im Wald nordwestlich von Sieversen am nördlichen Wegesrand (53° 24′ 39,3″ N, 9° 52′ 20,7″ O)                                                                      | Die offizielle Betitelung mit Rekurs auf die Darstellung des besagten Wappens ist angezweifelt worden: Die Aufstellung der Grenzsteinreihe stehe vermutlich mit kirchlichen Besitz- und Nutzungsrechten an den Waldbeständen in diesem Gebiet in Verbindung. Neben den drei verwendeten unterschiedlichen Kreuzzeichen stellen die 2 verschiedenen dreigliedrigen Zeichen hingegen „vermutlich“ die Laurentius-Roste des Alten Klosters Buxtehude dar.                      |             | ND WL 00013 |
| Fotos hochladen                         | „Teilstück des Wanderblocks nordischer Herkunft mit eingehauenem Kreuz“                                                       | Rosengarten im Wald nordwestlich von Sieversen; am nördlichen Wegesrand eines nördlich parallel zum Heidschnuckenweg verlaufenden Waldweges (53° 24′ 39,4″ N, 9° 52′ 28,9″ O) | |             | ND WL 00014 |
| BW                                      | „Teilstück des Wanderblocks nordischer Herkunft mit eingehauenem Kreuz und Wappen der Herren von Heimbruch“                   | Rosengarten Heidschnuckenweg, nördlich von Sieversen, am Nordrand des Turnierplatz (53° 24′ 39″ N, 9° 52′ 52,6″ O)                                                            | nicht mehr vorhanden Die offizielle Betitelung mit Rekurs auf die Darstellung des besagten Wappens ist angezweifelt worden: Die Aufstellung der Grenzsteinreihe stehe vermutlich mit kirchlichen Besitz- und Nutzungsrechten an den Waldbeständen in diesem Gebiet in Verbindung. Neben den drei verwendeten unterschiedlichen Kreuzzeichen stellen die 2 verschiedenen dreigliedrigen Zeichen hingegen „vermutlich“ die Laurentius-Roste des Alten Klosters Buxtehude dar. |             | ND WL 00015 |
| Fotos hochladen                         | „Teilstück des Wanderblocks nordischer Herkunft mit eingehauenem Kreuz“                                                       | Rosengarten nördlich der Kreuzung Heidschnuckenweg / Quellenweg, nördlich von Sieversen, nordwestlich von Klein-Leversen (53° 24′ 38,9″ N, 9° 53′ 9,4″ O)                     | |             | ND WL 00016 |
| Fotos hochladen                         | „Teilstück des Wanderblocks nordischer Herkunft mit eingehauenem Kreuz“                                                       | Rosengarten Barkendicke, nordwestlich von Klein-Leversen (53° 24′ 44,4″ N, 9° 53′ 15,4″ O)                                                                                    | Ende Juli 2018 wurde die Entwendung des Steines bemerkt. |             | ND WL 00017 |
| Fotos hochladen                         | „Teilstück des Wanderblocks nordischer Herkunft mit eingehauenem Kreuz“                                                       | Rosengarten nordwestlich von Klein-Leversen, ca. 70 m südöstlich von ND WL 17 an der Straße Barkendicke (53° 24′ 42,9″ N, 9° 53′ 18,6″ O)                                     | |             | ND WL 00018 |
| Fotos hochladen                         | „Teilstück des Wanderblocks nordischer Herkunft mit eingehauenem Kreuz und Wappen der Herren von Heimbruch“                   | Rosengarten Am Mergelberg, Nordwestrand von Klein-Leversen (53° 24′ 32,8″ N, 9° 53′ 39″ O)                                                                                    | Die offizielle Betitelung mit Rekurs auf die Darstellung des besagten Wappens ist angezweifelt worden: Die Aufstellung der Grenzsteinreihe stehe vermutlich mit kirchlichen Besitz- und Nutzungsrechten an den Waldbeständen in diesem Gebiet in Verbindung. Neben den drei verwendeten unterschiedlichen Kreuzzeichen stellen die 2 verschiedenen dreigliedrigen Zeichen hingegen „vermutlich“ die Laurentius-Roste des Alten Klosters Buxtehude dar.                      |             | ND WL 00019 |
| Fotos hochladen                         | „Teilstück des Wanderblocks nordischer Herkunft mit eingehauenem Kreuz und Wappen der Herren von Heimbruch und 2 Wolfsangeln“ | Rosengarten Rosengarten, nordwestlich von Klein-Leversen (53° 24′ 38,2″ N, 9° 53′ 35,4″ O)                                                                                    | Die offizielle Betitelung mit Rekurs auf die Darstellung des besagten Wappens ist angezweifelt worden: Die Aufstellung der Grenzsteinreihe stehe vermutlich mit kirchlichen Besitz- und Nutzungsrechten an den Waldbeständen in diesem Gebiet in Verbindung. Neben den drei verwendeten unterschiedlichen Kreuzzeichen stellen die 2 verschiedenen dreigliedrigen Zeichen hingegen „vermutlich“ die Laurentius-Roste des Alten Klosters Buxtehude dar                       |             | ND WL 00020 |
| Fotos hochladen                         | „Teilstück des Wanderblocks nordischer Herkunft mit eingehauenem Kreuz“                                                       | Rosengarten neben ND WL 00020 (53° 24′ 38,2″ N, 9° 53′ 35,4″ O) | |             | ND WL 00021 |
| Fotos hochladen                         | Standort der Schachbrettblume                                                                                                 | Landkreis Harburg () | keine Lagekoordinaten veröffentlicht |             | ND WL 00022 |
| Direkt Bild zu diesem Denkmal hochladen | Standort des echten Sumpfporstes                                                                                              | Landkreis Harburg () | keine Lagekoordinaten veröffentlicht |             | ND WL 00023 |
| Fotos hochladen                         | 2 Eichen | Winsen (Luhe) Borstel Schwalbenweg 3 (53° 20′ 58″ N, 10° 13′ 46,1″ O) | |             | ND WL 00024 |

(1) Rot unterlegte Objekte sind nicht mehr vorhanden.

## Hinweise
- Zu Naturdenkmalen, die in Naturschutzgebieten wie etwa der Unteren Seeveniederung oder dem Rauhen Moor liegen, liegen keine Lagekoordinaten vor.
- Die in Rosengarten gelegenen Naturdenkmale ND WL 00012–00021 stehen zugleich als Kulturdenkmale (Bau- und Kunstdenkmale: Kleindenkmale) unter Denkmalschutz[12]. Sie waren 1955 per Verordnung über die Naturdenkmale im Landkreis Harburg, die nach den Maßgaben des Reichsnaturschutzgesetzes von 1935 verfasst war, unter Naturschutz gestellt worden. Die 1991 erfolgte Umwidmung der Steine zu Kulturdenkmalen, mit der die historische Dimension der Objekte betont wurde[13], ist insofern nicht nahtlos vonstattengegangen, als dass eine Veränderung der Verordnung über die Naturdenkmale im Landkreis Harburg offenkundig noch aussteht und die Steine von Seiten des Landkreises nach wie vor auch als Naturdenkmale geführt werden.